# Мађарска на Зимским олимпијским играма 1952.
Мађарска је учествовала на Зимским олимпијским играма које су одржане 1952. године у Ослу, Норвешка. Ово је било шесто учешће мађарских спортиста на зимским олимпијадама. Мађарски спортисти су на овој олимпијади освојили једну олимпијску медаљу, бронзану, са којом је Мађарска на незваничној табели је са четири бода заузела дванаесто место на позицији држава учесница.
Бронзану медаљу је освојио клизачки пар Нађ-Нађ у дисциплини Уметничко клизање, парови. На свечаном отварању игара заставу Мађарске је носио ференц Леринц (Lőrincz Ferenc). На ову смотру Мађарска је послала 12 такмичара (осам мушких такмичара и четири женских такмичарки) који су се такмичили у три спорта и дванаест спортских дисциплина.

## Медаље
| Медаља | Име                   | Спортска грана    | Дисциплина |
| ------ | --------------------- | ----------------- | ---------- |
|        | Мариана Нађ Ласло Нађ | Уметничко клизање | Парови     |

## Резултати по спортовима
У табели је приказан успех мађарских спортиста на олимпијади. У загради иза назива спорта је број учесника
Са појачаним бројевима је означен најбољи резултат.
Принцип рачунања олимпијских поена: 1. место – 7 поена, 2. место – 5 поена, 3. место – 4 поена, 4. место – 3 поена, 5. место – 2 поена, 6. место – 1 поен.

| Спортска дисциплина | Освојено место | Освојено место | Освојено место | Освојено место | Освојено место | Освојено место | Олимпијски поени | Такмичари | Такмичари | Такмичари |
| Спортска дисциплина |                |                |                | 4.             | 5.             | 6.             | Олимпијски поени | Мушки     | Женске    | Укупно    |
| Брзо клизање (4)    | 0              | 0              | 0              | 0              | 0              | 0              | 0                | 2         | 0         | 2         |
| Спортски парови (3) | 0              | 0              | 1              | 0              | 0              | 0              | 4                | 3         | 3         | 6         |
| Крос кантри (7)     | 0              | 0              | 0              | 0              | 0              | 0              | 0                | 3         | 1         | 4         |
|                     |                |                |                |                |                |                |                  |           |           |           |
| Укупно              | 0              | 0              | 1              | 0              | 0              | 0              | 4                | 8         | 4         | 12        |

## Брзо клизање
Мушки
| Дисциплина     | Име           | Резултат | Позиција |
| -------------- | ------------- | -------- | -------- |
| 500 m мушки    | Ференц Леринц | 46,1     | 28.      |
| 500 m мушки    | Јожеф Мерењи  | 46,7     | 32..     |
| 1.500 m мушки  | Ференц Леринц | 2:23,7   | 10.      |
| 1.500 m мушки  | Јожеф Мерењи  | 2:26,1   | 21.      |
| 5.000 m мушки  | Ференц Леринц | 8:51,2   | 21.      |
| 5.000 m мушки  | Јожеф Мерењи  | 8:56,6   | 26.      |
| 10.000 m мушки | Јожеф Мерењи  | 18:09,0  | 17.      |

## Уметничко клизање
Жене
| Дисциплина        | Име         | Резултат    | Позиција |
| ----------------- | ----------- | ----------- | -------- |
| Појединачно, жене | Естер Јурек | 199/121,478 | 22.      |

Мушки
| Дисциплина         | Име       | Резултат   | Позиција |
| ------------------ | --------- | ---------- | -------- |
| Појединачно, мушки | Ђерђ Цако | 11/132,333 | 12.      |

Спортски парови
| Дисциплина      | Пар                   | Резултат   | Позиција |
| --------------- | --------------------- | ---------- | -------- |
| Спортски парови | Мариана Нађ Ласло Нађ | 31/10,822  |          |
| Спортски парови | Ева Селеши Габор Вида | 91,5/9,244 | 10.      |

## Скијање

### Алпско скијање
Жене
| Дисциплина       | Скијаш          | Резултат | Позиција |
| ---------------- | --------------- | -------- | -------- |
| Спуст, жене      | Илдико Сендреди | 2:18,5   | 32.      |
| Слалом, жене     | Илдико Сендреди | 2:30,3   | 30.      |
| Велеслалом, жене | Илдико Сендреди | 2:41,7   | 37.      |

Мушки
| Дисциплина        | Скијаш        | Резултат                  | Позиција                  |
| ----------------- | ------------- | ------------------------- | ------------------------- |
| Слалом, мушки     | Јожеф Пирошка | Испао у 1. кругу (1:33,5) | Испао у 1. кругу (1:33,5) |
| Велеслалом, мушки | Јожеф Пирошка | 3:39,2                    | 79.                       |

### Скијашко трчање
Мушки
| Дисциплина   | Скијаш      | Резултат  | Позиција |
| ------------ | ----------- | --------- | -------- |
| 18 km, мушки | Пал Шајго   | 1:13:25,0 | 53.      |
| 50 km, мушки | Игнац Берец | 4:46:23,0 | 31.      |
| 50 km, мушки | Пал Шајго   | 4:38:34,0 | 27.      |